# Gevlekte gitaarvis
De gevlekte gitaarvis (Pseudobatos lentiginosus) is een vissensoort uit de familie van de vioolroggen (Rhinobatidae). De wetenschappelijke naam van de soort is voor het eerst geldig gepubliceerd in 1880 door Garman.